# ألفريد فيغنر
ألفريد لوثر فيغنر (1 نوفمبر 1880 - نوفمبر 1930) عالم وفلكي ألماني اهتم بدراسة فيزياء الأرض وعلم الأرصاد الجوية في القطب الشمالي. ولقد اشتهر فيغنر في حياته بإنجازاته في علم الطقس وكرائد في أبحاث منطقة القطب الشمالي، ولكن اليوم يعد قيامه بوضع نظرية الانجراف القاري عام 1912 من أعظم أعماله، والتي افترضت أن القارات كانت تنجرف ببطء حول الأرض. ولقد ظلت فرضية فيغنر محل جدل ولم تلق قبولاً واسعًا حتى عقد الخمسينيات في القرن العشرين، عندما تم التوصل إلى العديد من الاكتشافات ومنها الباليومغناطيسية التي قدمت دعمًا قويًا لنظرية الانجراف القاري، والتي أصبحت قاعدة أساسية في النماذج المعاصرة لتكتونيات الصفائح الأرضية. كما توصل فيغنر إلى تفسير لظاهرة الغيوم المتألقة ليلاً.
شارك فيغنر في العديد من الحملات إلى منطقة جرينلاند لدراسة دورة الهواء القطبي قبل قبول فكرة وجود التيار النفاث القطبي، ولقد قدم المشاركون العديد من الملاحظات الطقسية في علم الأرصاد الجوي، ووصلوا لأول مرة إلى المناطق الداخلية في جرينلاند، وقاموا بأول عملية ثقب لأخذ عينات من نهر جليدي متحرك.

## سيرته

### نشأته وتعليمه

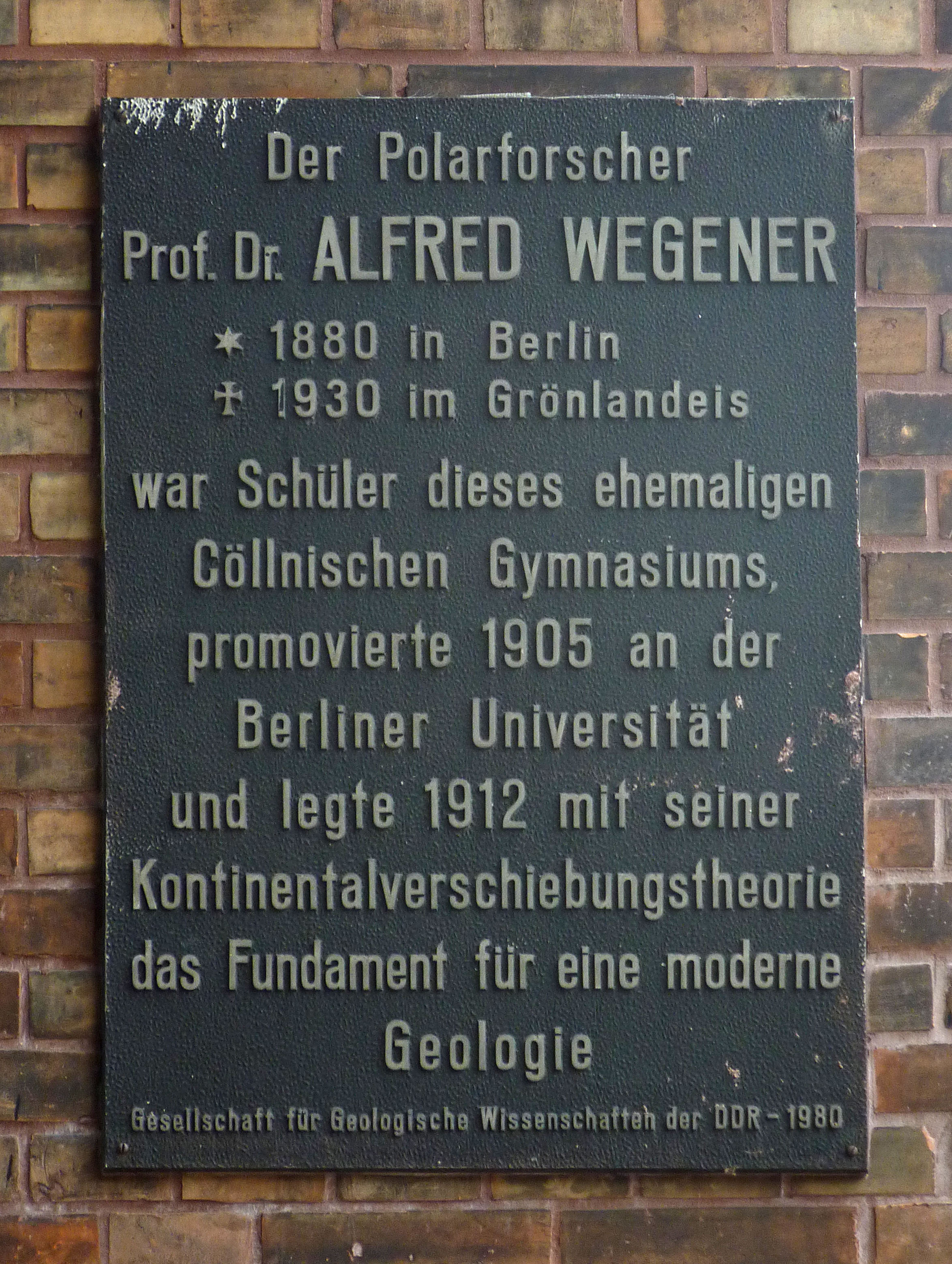
لوحة تذكارية على جدار مدرسة فيغنر السابقة في فالستراش.

ولد ألفريد فيغنر في أول نوفمبر 1880 في برلين وهو أصغر خمس أبناء لأسرة رجل دين. كان والده ريتشارد فيغنر لاهوتيًا ومعلمًا للغات القديمة في إحدى المدارس الدينية. وفي عام 1886، اشترت أسرته منزلاً صغيرًا بالقرب من راينسبرغ الذي استخدمه كمنزل لقضاء إجازاتهم. ويقع الآن بالقرب منه موقع ألفريد فيغنر التذكاري ومكتب المعلومات السياحية في أحد المباني المجاورة، والتي كانت سابقًا مدرسة محلية.
التحق فيغنر بمدرسة في فالستراش في برلين (أصبحت اليوم مدرسة للموسيقى)، وتخرّج منها كأفضل طلاب صفه. درس بعد ذلك الفيزياء، وعلم المناخ والفلك في برلين وهايدلبرغ وإنسبروك. وبين عامي 1902-1903، عمل كمساعد في مرصد أورانيا الفلكي. وفي عام 1905، حصل على شهادة دكتوراه في علم الفلك قدّم فيها أطروحة أكاديمية كتبها تحت إشراف يوليوس بوشينجر في جامعة فريدريك فيلهلم (وهي اليوم جامعة هومبولت في برلين). إلا أن فيغنر كان له اهتمامًا خاصًا بالتطورات في علمي الطقس والمناخ والتي كرّس دراساته حولهما فيما بعد.
وفي عام 1905، عمل فيغنر مساعدًا في مرصد ليندينبرغ للطيران قرب بييسكو، حيث عمل هناك مع أخيه كيرت الذي يكبره بعامين الذي كان هو الآخر له اهتمامات بعلم المناخ وأبحاث القطب الشمالي. وكان للإثنين الريادة في استخدام بالونات المناخ لتتبع الكتل الهوائية. استخدم الأخوان فيغنر بالونًا لإجراء أبحاث مناخية واختبار طرق الملاحة الفلكية باستخدام ربعية، واستطاعا تحقيق رقمًا قياسيًا جديدًا للطيران المستمر بالبالون، حيث بقيا محلقان 52.5 ساعة من 5-7 إبريل 1906.

### حملة جرينلاند الأولى وسنوات ماربورغ
في نفس العام 1906 م، شارك فيغنر في أولى حملاته الاستكشافية الأربع إلى جرينلاند، والتي اعتبرها لاحقًا من المحطات الحاسمة التي غيَّرت مجرى حياته. كانت الحملة تحت قيادة لودفيج ميليوس-إريكسن وكان هدفها دراسة آخر أجزاء ساحل شمال شرق جرينلاند التي لم تستكشف من قبل. خلال الحملة، دشّن فيغنر أول محطة مناخية في جرينلاند بالقرب من دنماركسهافن، حيث أطلق الطائرات الورقية والمناطيد المربوطة لإجراء القياسات المناخية في المنطقة القطبية الشمالية المناخية، وقد شهدت تلك الحملة أحداثًا مؤسفة بوفاة قائد الحملة واثنين من زملائه بسبب قسوة الجليد.
بعد عودته عام 1908 م وحتى الحرب العالمية الأولى، عمل فيغنر كمحاضر في علم المناخ وتطبيقات الفلك والفيزياء الكونية في جامعة ماربورغ. وفيها حظى فيغنر بتقدير زملائه وطلابه لقدرته على تقديم شرح واضح ومفهوم للمواضيع المعقدة ونتائج الأبحاث المعاصرة دون إهمال لأدق التفاصيل. أصبحت محاضراته مادة قياسية لتدريس علم المناخ، بعد أن دوّنت لأول مرة في 1909/1910: تحت عنوان «Thermodynamik der Atmosphäre» (الديناميكا الحرارية للغلاف الجوي)، والتي احتوت على العديد من نتائج حملته في جرينلاند.
وفي 6 يناير 1912، نشر أول أفكاره حول الانجراف القاري في محاضرة في الجمعية الجيولوجية في فرانكفورت وفي ثلاث مقالات في صحيفة «بيترمانز الجغرافية».‏

### حملة جرينلاند الثانية
بعد التوقف في آيسلندا لشراء واختبار أحصنة قصيرة لاستخدامها كحيوانات نقل، وصلت الحملة إلى دنماركسهافن. وقبل حتى بداية الحملة، كادت الحملة أن تفنى بعد أن تعرضت لانهيار ثلجي، أصيب فيه قائد الحملة الدنماركي يوهان بيتر كوخ بكسر في ساقه ظل بسببه حبيس الفراش لشهور. كان فيغنر وكوخ أول من يمضون الشتاء في أعماق المناطق الثلجية في شمال شرق جرينلاند. وداخل كوخهما حفرا إلى عمق 25 متر مستخدمين مثقاب حفر. وفي صيف عام 1913، عبر أعضاء الحملة الأربع في المناطق الداخلية ضعف المسافة التي عبرها فريتيوف نانسين جنوب جرينلاند عام 1888. على بعد بضعة كيلومترات فقط من مستوطنة كانجرسواتسيك في غرب غرينلاند، نفد الطعام من الفريق وهم يكافحون لإيجاد طريقهم خلال تلك التضاريس الثلجية الصعبة. ولكن في اللحظة الأخيرة، بعد أن أكلوا آخر كلابهم وأحصنتهم، التقطهم رجل دين من آبرناويك في مضيق بحري، حيث كان في زيارة لتلك المنطقة.
وفي وقت آخر من نفس العام 1913، وبعد عودته من تلك الرحلة تزوج فيغنر من إليس كوبن ابنة أستاذه السابق عالم المناخ فلاديمير كوبن، وعاش الزوجان في ماربورغ حيث واصل فيغنر محاضراته الجامعية.

### الحرب العالمية الأولى
مع بداية الحرب مباشرة، التحق فيغنر فورًا بالجيش كضابط مشاة احتياطي، حيث شهد معارك ضارية على الجبهة في بلجيكا، إلا أن فترة خدمته لم تدم سوى بضعة أشهر، حيث صُنّف أنه غير لائق طبيًا للخدمة في الجبهة بعد إصابته مرتين، وأُلحق بدائرة الأرصاد الجوية العسكرية. وتطلب ذلك منه التنقل بانتظام بين محطات أرصاد جوية مختلفة في ألمانيا ودول البلقان وعلى الجبهة الغربية ومنطقة البلطيق.
ورغم ذلك، استطاع فيغنر في عام 1915 أن ينجز الإصدار الأول من أحد أهم أعماله «أصل القارات والمحيطات». وقد وصفه شقيقه كيرت بأن ألفريد فيغنر حاول إعادة الرابط بين فيزياء الأرض من جهة والجغرافيا والجيولوجيا من جهة أخرى، الذي انعدم تمامًا بعد التطور المذهل لهذه الفروع من العلم. لم يحظ هذا المنشور الصغير إلا باهتمام بسيط، ربما بسبب حالة الفوضى في زمن الحرب. وبحلول نهاية الحرب نشر فيغنر ما يقرب من 20 ورقة بحثية أخرى في علم المناخ والجيوفيزيائية. وفي عام 1917، أجرى بحثًا علميًا على النيزك تريزا.

### ما بعد الحرب والحملة الثالثة
حصل فيغنر على منصب عالم مناخ المرصد البحري الألماني وانتقل إلى هامبورغ مع زوجته وابنتيه. وفي عام 1921، تم تعيينه كبير محاضري جامعة هامبورغ الجديدة. بين عامي 1919-1923، عمل فيغنر هو وحموه فلادمير كوبن على كتاب «المناخ في العصور الجيولوجية». وفي عام 1922، أصدر فيغنر الطبعة الثالثة المنقحة بعناية من كتابه «أصل القارات والمحيطات»، التي بدأ فيها شرحه لنظريته حول انجراف القارات، ليواجه انتقادًا شديدًا من معظم المختصين.
في عام 1924، تولى فيغنر منصب أستاذ علم المناخ والجيوفيزياء في جامعة غراتس، حيث ركّز على دراسة فيزياء والظواهر البصرية للغلاف الجوي، إضافة إلى دراسة الأعاصير. وفي نوفمبر 1926، قدّم فيغنر نظريته حول الانجراف القاري في ندوة جمعية جيولوجيي البترول الأمريكية في مدينة نيويورك، حيث لاقى استهجان جميع الحضور عدا الرئيس. وبعد ثلاثة أعوام، أصدر الطبعة الرابعة والأخيرة من كتابه «أصل القارات والمحيطات».
وفي عام 1929، شرع فيغنر في رحلته الثالثة إلى جرينلاند، التي مهدت لحملة تالية أكبر في وقت لاحق، شملت تلك الحملة اختبار أحد النماذج الأولية لزلاجة الجليد الآلية.

### الحملة الرابعة والأخيرة

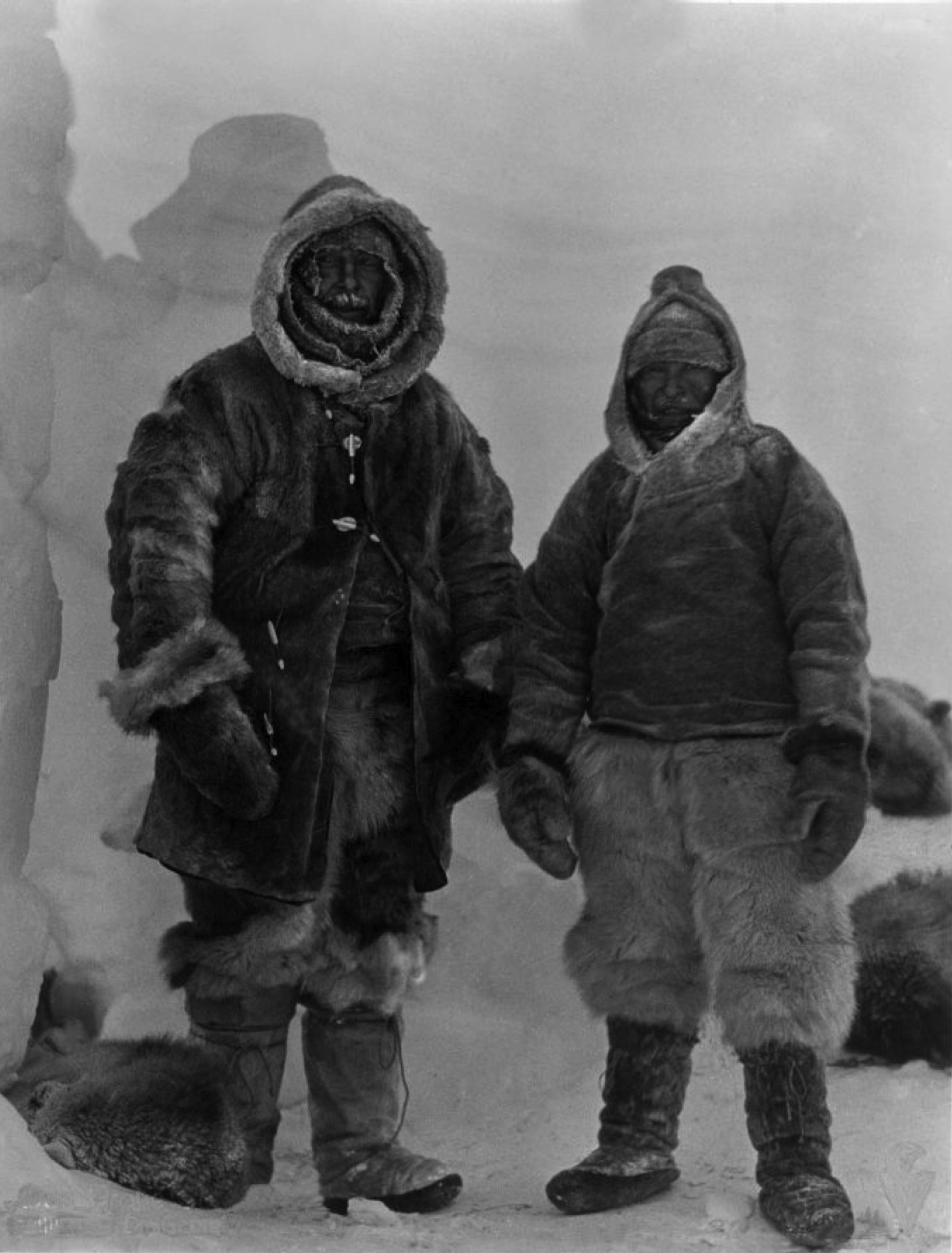
فيغنر (يسار) وفيلومسن (يمين) في جرينلاند; أول نوفمبر 1930.

كانت آخر حملات فيغنر في جرينلاند عام 1930. كان هو قائد الحملة وبصحبته 14 مشارك في الحملة، هدفهم إنشاء 3 محطات دائمة يمكن من خلالها قياس الطبقة الثلجية في جرينلاند ومراقبة المناخ القطبي الشمالي على مدار العام. أخذ فيغنر على عاتقه نجاح الحملة، نظرًا لمساهمة جمهورية فايمر بمبلغ $120,000 (فيما يعادل $1.5 مليون عام 2007) في الوقت الذي كان فيه الألمان يتضورون جوعًا نتيجة نقص الموارد بعد الحرب. كان نجاح الحملة يتوقف على نقل كمية كافية من المؤن لرجلين من المخيم الغربي إلى المناطق الجليدية الداخلية ليمضيا فصل الشتاء هناك، وهو العامل الذي جعله يتخذ القرار الذي أدى إلى وفاته. وبسبب تأخر ذوبان الجليد، تأخر جدول البعثة ستة أسابيع عن الموعد المحدد، فبعث الرجلان اللذان في المناطق الداخلية برسالة أنهما سيعودان في 20 أكتوبر نظرًا لعدم كفاية الوقود.

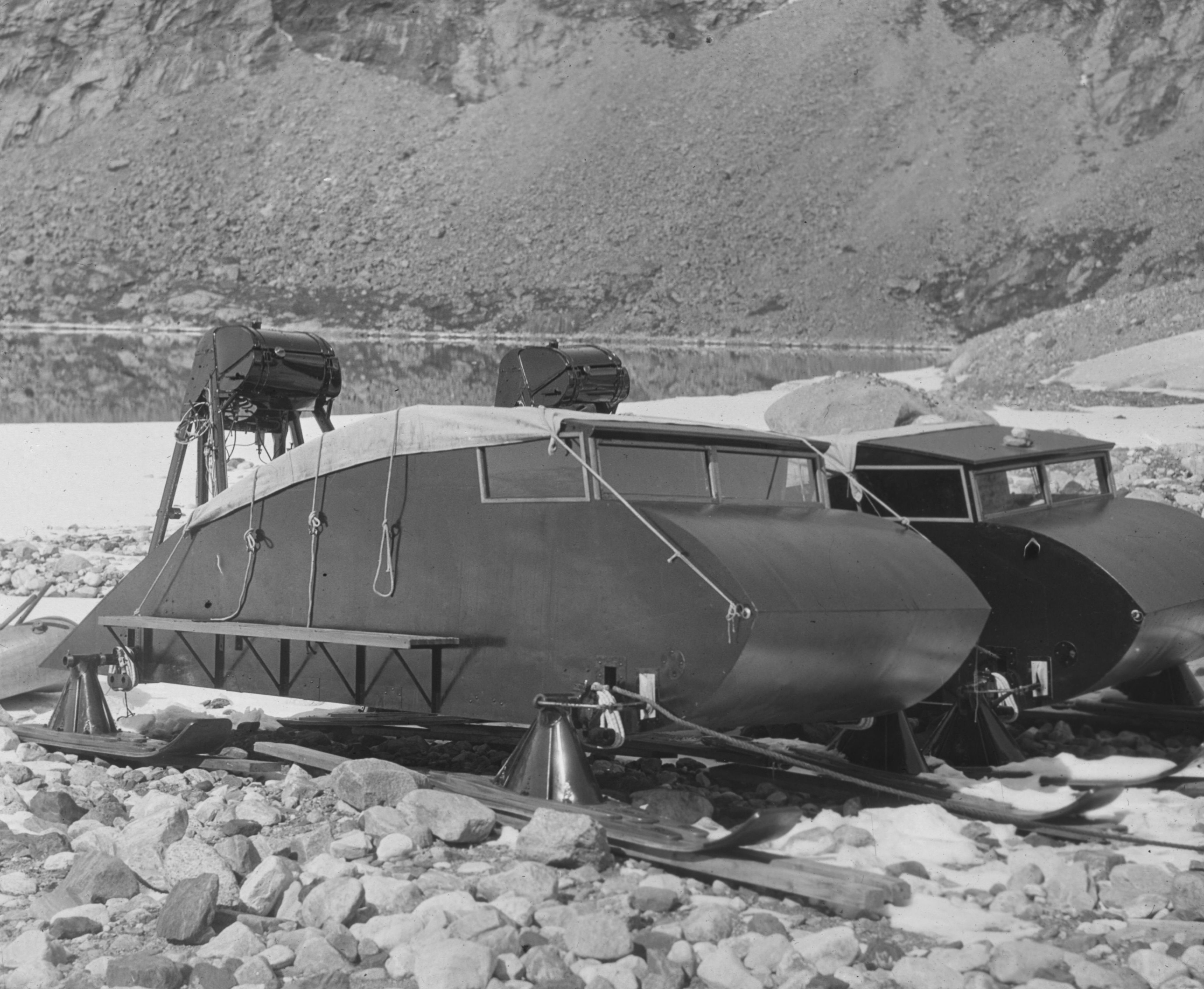
المركبات التي استخدمها أفراد حملة 1930 في تنقلاتهم.

وفي 24 سبتمبر، وبالرغم أن معظم علامات الطريق كانت مدفونة إلى حد كبير تحت الثلوج، أنطلق فيغنر مع ثلاثة عشر من الجرينلانديين وعالم المناخ فريتز لوي لتزويد المخيم على زلاجات الكلاب. خلال الرحلة وصلت درجة الحرارة إلى -60° مئوية (−76 فهرنهايت)، وتعرضت أصابع القدم لوي لعضات الصقيع حتى أنهم اضطروا إلى بترها بسكين دون مخدر. ثم عاد إثني عشر من الجرينلانديين إلى المخيم الغربي. في 19 أكتوبر، وصل الثلاثة الباقون إلى مكان الرجلين. كانت المؤن لا تكفي سوى ثلاث رجال في معسكرهم، فعاد فيغنر وراسموس فيلومسن على زلاجتي كلاب إلى المخيم الغربي. لم يأخذا طعام للكلاب وقتلوهم الواحد تلو الآخر لإطعام الباقين حتى لم يعد بإماكنهم سوى تشغيل زلاجة واحدة فقط. قاد فيلومسن الزلاجة، واستخدم فيغنر الزحافات. لكنهما لم يتمكنا من الوصول إلى المخيم، وتابعت الحملة عملها تحت قيادة أخيه كيرت فيغنر.

### وفاته
وبعد ستة أشهر في 12 مايو 1931، وجدت جثة فيغنر في منتصف الطريق بين معسكر الحملة في المناطق الثلجية الداخلية والمخيم الغربي. دفنها زميله فيلومسن بعناية فائقة مستخدمًا زوجي الزحافات كشاهد على قبره للاستدلال عليه. كان فيغنر عند وفاته في الخمسين من عمره، كما كان مدخنًا بشراهة، ويعتقد أنه توفي نتيجة قصور القلب. أعيد دفن الجثة في موضعها بواسطة الفريق الذي عثر عليها جيدًا ووضع صليب كبير شاهدًا على قبره. واصل فيلومسن رحلته بعد أن دفن فيغنر إلى المخيم الغربي، لكن لم يتمكن من الوصول. كان عمره عند وفاته 23 عامًا ويعتقد أن جثته ومذكرات فيغنر تقعان الآن تحت أكثر من 100 متر (330 قدم) من الثلج المتراكم.

## نظرية الانجراف القاري

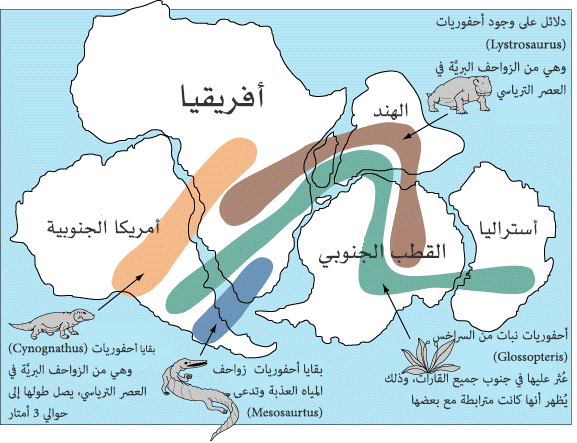
نماذج الأحفوريات عبر القارات.

بدأت فكرة تلك النظرية عند فيغنر عندما لاحظ تقارب الشبه بين الحدود الخارجية للكتل القارية كما لو كانوا قطعًا في أحجية الصور المقطوعة. فمثلاً، يتلائم المنحدر القاري للأمريكتين مع أفريقيا وأوروبا، كما تتلائم أنتاركتيكا وأستراليا والهند ومدغشقر مع شرق وجنوب أفريقيا. إلا أنه لم يبدأ عمليًا في إثبات الفكرة إلا بعدما قرأ ورقة بحثية في خريف عام 1911، رأى فيها التناقض بين غمر المياه للأراضي وفكرة التوازن بين غلاف الأرض الصخري وغلافها الموري. كان اهتمام فيغنر الرئيسي بالأرصاد الجوية، وكان يرغب باللحاق بالحملة الدانماركية إلى جرينلاند منتصف عام 1912. لذا سارع إلى تقديم فرضيته حول الانجراف القاري في 6 يناير 1912 أمام الجمعية الجيولوجية الألمانية، بعد أن حلل نوع الصخور والهيكل الجيولوجي والحفريات على جانبي المحيط الأطلنطي، واستخدم لوصف نظريته المصطلح الجديد «الانجراف القاري» (بالألمانية: die Verschiebung der Kontinente) للمرة الأولى. لاحظ فيغنر أن هناك تشابهًا كبيرًا بين جانبي المحيط، وخاصة في أحفوريات النباتات، وبالتالي دعّم فرضيته بقوة بالدلائل المادية، في محاولة رائدة منه باستخدام نظرية التفسير المنطقي.
وفي عام 1912، أعلن فيغنر نظرية الانجراف القاري زاعمًا بأن جميع القارات كانت يومًا ما كتلة قارية واحدة، وانجرفت متباعدة عن بعضها البعض. وأفترض أن سبب ذلك يرجع لقوى الطرد المركزية الناتجة عن دوران الأرض أو البدارية الفلكية. تكهن فيغنر أيضًا بتمدد قاع البحار ودور أعراف منتصف المحيط ثانية، قائلاً: في منطقة أعراف منتصف المحيط الأطلسي ... تواصل أرضية المحيط تمددها، مخلّفة فتحات تسمح للسوائل الساخنة للصعود من باطن الأرض. لكنه لم يذكر تلك الفكرة في أعماله اللاحقة.

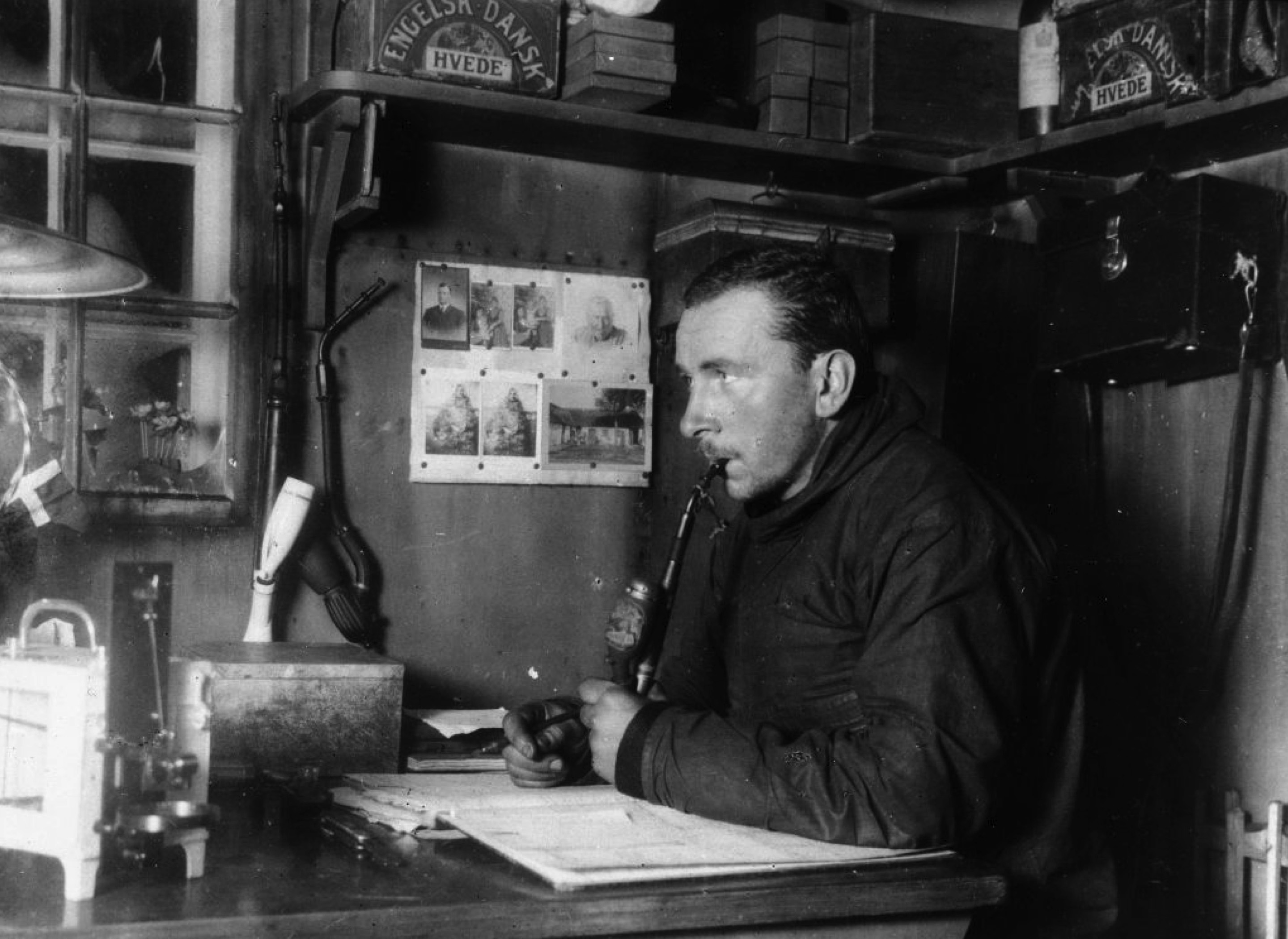
فيغنر أثناء حملة 1912-1913.

في عام 1915، ذكر فيغنر نظريته في كتابه «أصل القارات والمحيطات» بأن القارات كانت مجتمعة في قارة عملاقة أسماها "(بالألمانية: Urkontinent)" (وهي كلمة ألمانية معناها «أصل القارات»، وهي تعادل الكلمة الإغريقية «بانجيا»، التي تعني «كل الأراضي» أو «كل الأرض»)، قبل أن تتكسر وتنجرف إلى مواقعها الحالية. وفي الطبعات التالية للكتاب خلال العشرينيات، قدَّم فيغنر أدلة أخرى تثبت صحة نظريته، وفي الطبعة الأخيرة التي صدرت قبل وفاته المفاجئة، توصّل إلى كشفه بأن المحيطات الضحلة نسبيًا هي محيطات حديثة العهد جيولوجيًا.

### ردود الأفعال
قدّم فيغنر عددًا كبيرًا من الأدلة القوية للغاية لدعم نظرية الانجراف القاري، لكنه لم يتوصّل إلى الآلية التي تمت بها، بعد أن ثبُت حسابيًا أن قوى الطرد المركزي الناتجة عن دوران الأرض أو البدارية الفلكية ليست كافية لإثبات صحة زعمه. وفي الوقت الذي حظيت فيه نظريته على تأييد عدد قليل من العلماء أمثال الجنوب إفريقي ألكسندر دو توا والإنجليزي آرثر هولمز، شكّك العديد من العلماء المحافظين إلى حد كبير في فرضيته. كما لم تلق النسخة الأمريكية من كتابه الذي نشر عام 1925 بحماس، حتى أن جمعية جيولوجيي البترول الأمريكيين عقدت ندوة لمعارضة فرضية الانجراف القاري. زعم المعارضون أمثال الجيولوجي فرانز كوسمات، أن القشرة المحيطية ثابتة بحيث لا تسمح بالتخللات بينها، متجاهلاً لدونة كل الصخور في الأعماق تحت تأثير درجات الحرارة العالية والضغوط. كما تجاهل أيضًا المدى الزمني الكبير الذي حدثت فيه عملية الانجراف القاري عبر عمر الأرض الذي يبلغ حوالي 4.5 مليار سنة.
في عام 1943، كتب جورج جايلورد سيمبسون نقدًا لاذعًا للنظرية، وطرح وجهة نظره الخاصة - والتي ثبت خطأ مزاعمه بعدئذ-. وقد عقّب عليه ألكسندر دو توا في العام التالي، إلا أن تأثير أفكار سيمبسون كان كبيرًا، مما أفقد نظرية فيغنر بعض مؤيديها السابقين.

## التطويرات الحديثة

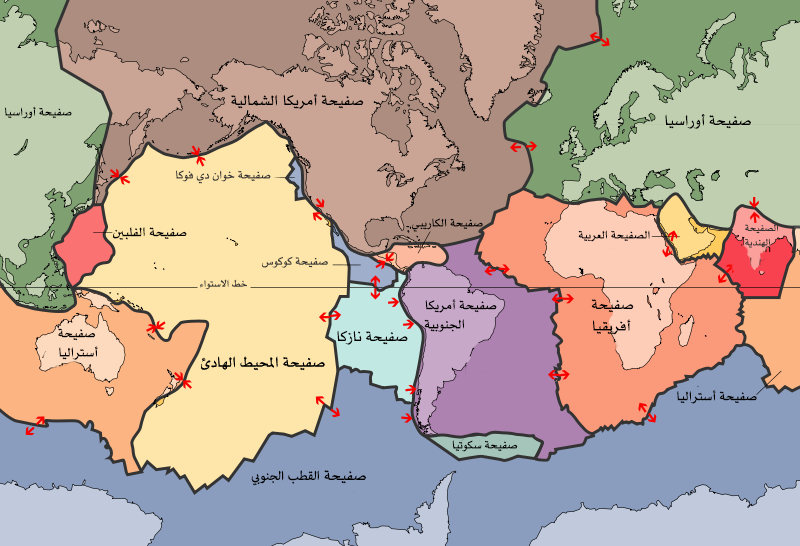
الصفائح التكتونية للعالم كما رسمت في النصف الثاني من القرن العشرين.

في الخمسينيات، ظهر العلم الجديد «الباليومغناطيسية» في جامعة كامبريدج على يد سي. كيه. رونكورن وفي الكلية الملكية في لندن على يد باتريك بلاكيت الذي سرعان ما توصّل إلى بيانات تأيد نظرية فيغنر. ومع بداية عام 1953، أُخذت عينات من الهند أظهرت أنها كانت سابقًا في النصف الجنوبي من الكرة الأرضية كما توقّع فيغنر. وبحلول عام 1959، كانت هناك كمية كافية من البيانات غيّرت نظرة العقول لها خاصة في المملكة المتحدة حيث عقدت في عام 1964 ندوة حول الموضوع في الجمعية الملكية.
إضافًة إلى ذلك، شهدت الستينيات العديد من التطورات في الجيولوجيا، خاصة حول تمدُّد قاع البحار ومناطق واداتي-بينيوف، أدَّت للتأييد السريع لفرضية الانجراف القاري ونظرية تكتونيات الصفائح المترتبة عليه. عندئذ، اعتبر ألفريد فيغنر الأب المؤسس لواحدة من الثورات العلمية الرئيسية في القرن العشرين. ومع ظهور النظام العالمي لتحديد المواقع (GPS)، أصبح من الممكن قياس الانجراف القاري مباشرة.

## الجوائز والتكريم
في عام 1980 في الذكرى المئوية لمولده، تأسس معهد ألفريد فيغنر للأبحاث القطبية والبحرية في بريمرهافن بألمانيا، وقد خصصت جائزة تمنح باسمه تدعى «ميدالية فيغنر». كما سميت فجوة على سطح القمر وأخرى على سطح المريخ باسمه، إضافة إلى الكويكب «29227 فيغنر» وكذلك سميت شبه الجزيرة التي توفي فيها في جرينلاند باسمه.
كما خصص الاتحاد الأوروبي للعلوم الجيولوجية ميدالية وعضوية فخرية باسم ألفريد فيغنر للعلماء الذين حققوا مكانة دولية استثنائية في علوم الغلاف الجوي والهيدرولوجيا أو علوم المحيطات.

## وصلات خارجية
- ألفريد فيغنر على موقع الموسوعة البريطانية (الإنجليزية)
- ألفريد فيغنر على موقع الموسوعة البريطانية (الإنجليزية)
- ألفريد فيغنر على موقع إن إن دي بي (الإنجليزية)
- موقع مؤسسة فيغنر
- السيرة الذاتية لفيغنر
- سيرة فيغنر الذاتية في Pangaea.org
- ألفريد فيغنر (1880-1930) - معلومات عن حياته
- دراسة فيغنر (1912) مُحللة وموضوعة على شبكة الإنترنت، BibNum